# Diana Skibbe

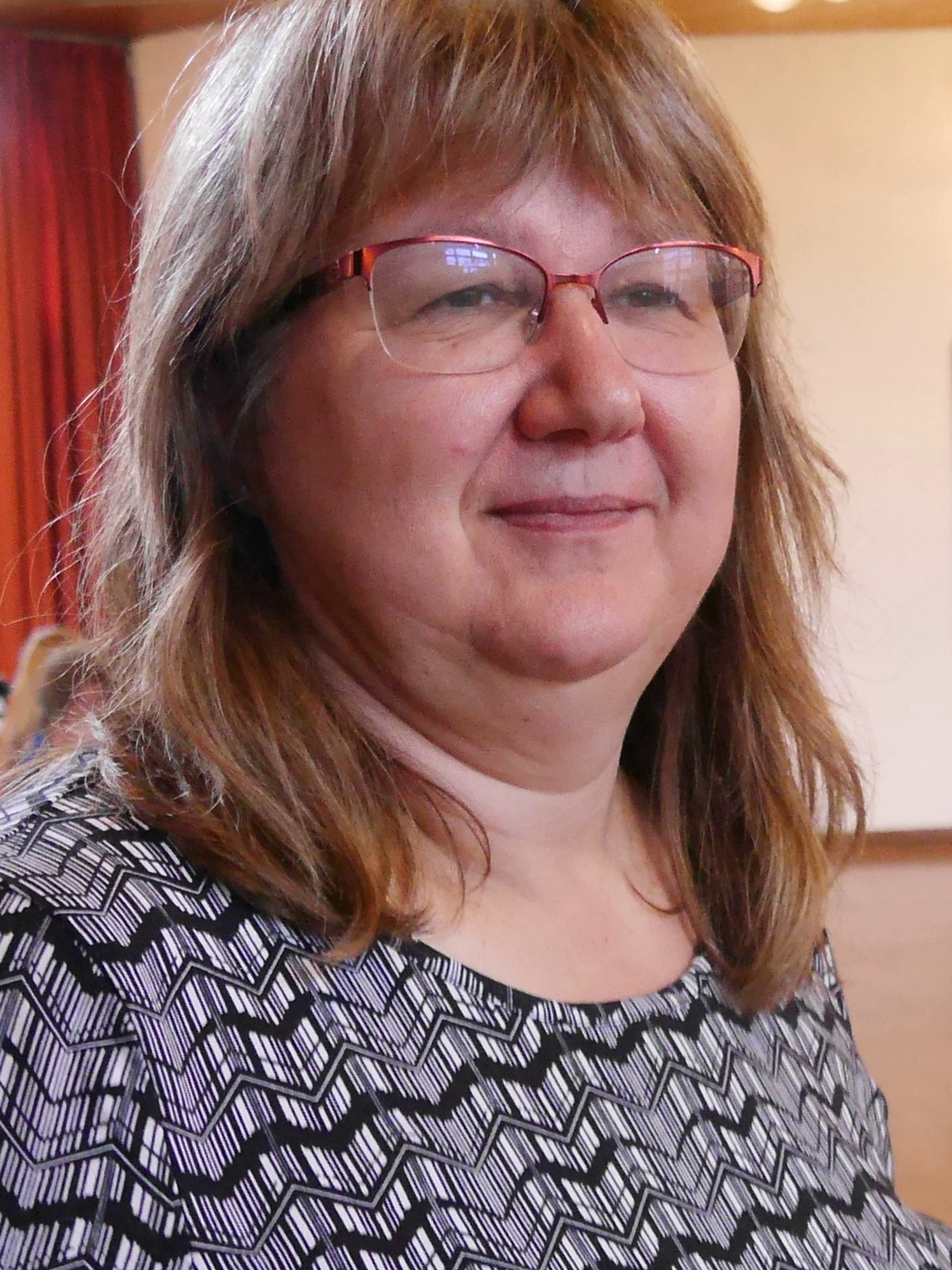
Diana Skibbe, 2018 in Braunfels

Diana Skibbe (geboren als Diana Walther; * 3. März 1961 in Zeulenroda) ist eine deutsche Politikerin (BSW, bis 2024 Die Linke) und Schachmeisterin. Skibbe war von 2004 bis 2009 und von 2012 bis 2019 Mitglied des Thüringer Landtags.

## Werdegang
Von 1977 bis 1983 absolvierte Skibbe ein Lehrerstudium in den Fächern Physik und Astronomie und war anschließend bis zu ihrer Wahl in den Landtag als Lehrerin in Langenwetzendorf tätig. Seit 1986 gehörte sie der SED an. Bei der Landtagswahl 2004 zog sie als Listenkandidatin der damaligen PDS erstmals in den Landtag ein. Bei der Landtagswahl 2009 kandidierte sie auf Landeslistenplatz 21, was nicht zum direkten Wiedereinzug in den Landtag reichte. Als Direktkandidatin im Wahlkreis Greiz II erhielt sie 22,9 % der Stimmen und erreichte damit nur den dritten Platz hinter Horst Krauße (CDU) und Heike Taubert (SPD). Zum 1. Juli 2012 zog Skibbe als Nachrückerin erneut in den Thüringer Landtag ein. Sie übernahm eines der Mandate, das durch den Wahlerfolg von Linke-Politikern bei den Kommunalwahlen in Thüringen 2012 frei geworden war. Zur Landtagswahl 2014 wurde sie über die Landesliste ihrer Partei wiedergewählt; als Wahlkreiskandidatin im Wahlkreis Greiz I belegte sie mit 29,9 Prozent der Stimmen den zweiten Platz hinter Volker Emde (CDU). Zur Landtagswahl 2019 trat sie nicht mehr an.
Skibbe war außerdem Kreisvorsitzende ihrer Partei im Landkreis Greiz, Mitglied des dortigen Kreistags und des Stadtrats von Zeulenroda-Triebes. 2006 und 2018 kandidierte sie dort erfolglos für das Amt der Bürgermeisterin.
Im März 2024 trat Skibbe aus der Linken aus und schloss sich dem von Sahra Wagenknecht neu gegründeten BSW an.
Sie ist verheiratet und Mutter zweier Kinder.

## Schach
Diana Skibbe war von 2005 bis 2025 Präsidentin des Thüringer Schachbundes. Sie trägt seit 2013 den Titel einer FIDE-Meisterin der Frauen (WFM). Ihre Elo-Zahl beträgt 1931 (Stand: Mai 2025), ihre höchste Elo-Zahl von 2130 erreichte sie im Oktober 2002. Skibbe spielte in der 1. Frauenbundesliga in der Saison 1992/93 mit Metall Gera, von 1995 bis 1998 mit OTG Gera sowie in den Saisons 2000/01 und 2005/06 mit dem TSV Zeulenroda. Im Jahr 2002 gewann sie in Braunfels mit dem Thüringer Team die Deutsche Frauen-Mannschaftsmeisterschaft der Landesverbände.
Ihr Sohn Willi ist seit 2013 FIDE-Meister und spielte mit dem SSC Rostock 07 in der Saison 2014/15 in der 1. Bundesliga.